# Arisaema engleri
Arisaema engleri là một loài thực vật có hoa trong họ Ráy (Araceae). Loài này được Pamp. mô tả khoa học đầu tiên năm 1910.